# Miodrag Pantelić
Miodrag Pantelić (in serbo Mиoдpaг Пaнтeлић?; Kikinda, 4 settembre 1973) è un ex calciatore serbo, fino al 2003 jugoslavo, di ruolo centrocampista.

## Carriera

### Club
Fa il suo esordio tra i professionisti nella stagione 1992-1993. Nell'annata seguente mette a segno 9 gol e nella stagione 1994-1995 realizza 15 marcature in 28 giornate di campionato in quella che è la sua migliore stagione realizzativa. Nel gennaio del 1996 si trasferisce dal Vojvodina alla Stella Rossa di Belgrado. Vince quattro coppe nazionali e il campionato del 2000, andando in doppia cifra solamente nell'annata 1998-1999, con 11 centri. Nel 2000 il trequartista lascia la Stella Rossa dopo 114 presenze e 31 reti in campionato e si trasferisce in Cina, al Dalian: 9 gol in 26 match di campionato, poi vinto dal club. Nel gennaio 2001 torna in Europa, firmando un contratto con i bulgari del Levski Sofia: in due anni e mezzo vince due campionati bulgari (2001 e 2002) e due coppe di Bulgaria (2002 e 2003), conquistando il suo quarto campionato consecutivo in quattro stagioni tra Jugoslavia, Cina e Bulgaria.
Nel 2003, Pantelić fa ritorno in Cina, prima al Sichaun poi nuovamente al Dalian, dove torna a vincere il campionato cinese nel 2005. Nel 2006 firma per il Vojvodina, tornando a giocare in Serbia: un anno dopo, passa in prestito ai cinesi del Beijing Guoan, club che raggiunge la seconda posizione nel campionato cinese 2007, prima di chiudere la carriera tra le file del Vojvodina.
Gioca più di 450 incontri tra i professionisti e segna circa 100 gol in carriera, vincendo 12 titoli in 3 paesi diversi. Totalizza 30 presenze nelle competizioni UEFA per club: 10 in UEFA Champions League e 1 gol, realizzato il 22 agosto 2001 contro il Galatasaray (1-1), 12 in Coppa UEFA e 4 nelle Coppa delle Coppe UEFA.

### Nazionale
Esordisce il 31 gennaio 1995 contro Hong Kong (1-3), in un'amichevole di un torneo non ufficiale. La prima amichevole ufficiale è datata 31 marzo 1995, contro l'Uruguay (1-0). Totalizza 5 presenze con la Nazionale jugoslava, tutte nel solo 1995.

## Palmarès

### Club

#### Competizioni nazionali
- Coppa di Jugoslavia: 4

Stella Rossa: 1995-1996, 1996-1997, 1998-1999, 1999-2000
- Campionato jugoslavo: 1

Stella Rossa: 1999-2000
- Campionato cinese: 2

Dalian Shide: 2000, 2005
- Campionato bulgaro: 2

Levski Sofia: 2000-2001, 2001-2002
- Coppa di Bulgaria: 2

Levski Sofia: 2001-2002, 2002-2003
- Coppa della Cina: 1

Dalian Shide: 2005